# いいね! (テレビ番組)
『いいね!』は、北海道放送で2014年1月25日より不定期に放送されている特別番組で旅番組。
当初はオールロケで女子アナのみの出演だったが、2015年3月14日からは男性アナウンサーも出演者陣に加わり、生放送となった。視聴者は出題されるクイズにメールで答え、番組側からの生電話に出て正解した視聴者にプレゼントが当たるようになった。

## 出演者
- 佐藤彩(北海道放送アナウンサー)
- 石崎輝明(北海道放送アナウンサー)2015年3月14日以降
- 川守田理恵[1]
  - ほかロケ要員として、北海道放送のアナウンサーが数名出演。
  - 司会陣は2018年2月17日放送分より。

## 放送日時と番組名
| 放送日        | 放送時間      | 番組名                                                        | ロケ地                        |
| ------------- | ------------- | ------------------------------------------------------------- | ----------------------------- |
| 2014年1月25日 | 12:09-14:00   | いいね！旅好き女子アナの休日                                  | 八重山列島                    |
| 2014年3月22日 | 12:09-14:00   | いいね！～女子アナたちの休日～                                | 台湾                          |
| 2014年7月19日 | 12:09-14:00   | 夏！ 最新トレンド～いいね！ 女子アナの休日                    | 伊勢神宮/富士山/ 竹田城跡     |
| 2014年9月27日 | 12:09～13:27  | 秋本番！ いいね！～女子アナたちの休日                         | シンガポール                  |
| 2015年1月24日 | 12:09～13:14  | 青い海とリゾート 冬の最新情報満載！いいね！女子アナたちの休日 | 慶良間諸島                    |
| 2015年3月14日 | 12:09-13:30   | 春のおトク情報満載！いいね                                    | 台湾                          |
| 2015年7月11日 | 13:00-14:24   | 夏のオトク情報満載！いいね！                                  | ニセコ、静岡                  |
| 2015年9月26日 | 13:00-14:24   | 秋のおトク情報満載！いいね！                                  | イタリア                      |
| 2016年1月23日 | 13:00-14:54   | 冬の札幌お得カフェ！～いいね！～                              | 九州                          |
| 2016年7月9日  | 14:00-15:24   | お得満載！夏っていいね！                                      | 静岡県                        |
| 2016年9月24日 | 14:00-15:24   | おトク満載！ 秋っていいね！                                   | 台湾                          |
| 2017年3月26日 | 14:00- 15:24  | いいね！～北海道発 長州・安芸の絶景＆極上宿をめぐる旅～       | 山口・広島                    |
| 2017年5月21日 | 14:00-15:00   | いいね！北海道発の夏旅・温泉・グルメ！                        | 沖縄                          |
| 2017年9月30日 | 16：00-17：00 | いいね！～秋旅 美!食!健!                                      | マカオ                        |
| 2018年2月17日 | 14：00-15：00 | いいね！北海道の温泉 トクトク情報                             | 阿寒湖                        |
| 2018年3月17日 | 14：00-15：00 | いいね！北海道～格安空の旅1980円で…！                         | 伊勢、名古屋                  |
| 2018年7月21日 | 14：00-15：00 | いいね!～クルマでお出かけしよう!北海道の夏                    | 赤井川村 日本海オロロンライン |